# Апостол, Пётр Данилович
Пётр Дани́лович Апо́стол (укр. Петро Апостол; † 1758) — сын гетмана Д. П. Апостола, лубенский полковник Войска Запорожского (с 1727). Автор дневника (1725—1727) на французском языке.

## Биография
Пётр происходил из казацко-старшинного рода Апостолов. С ранних лет воспитывался в Петербурге под надзором князя Меншикова, у которого служил секретарём. С 1726 года проживал в Петербурге и в Москве в качестве воспитанника, для последующего назначения на службу. 7 апреля 1728 года его отец получил в Москве уряд полковника лубенского, 9 сентября этого же года получил царскую грамоту, но с повелением жить в Москве. Проживая в Петербурге, получил великолепное образование, наряду с русским прекрасно владел латынью, французским, немецким, итальянским, польским языками. По смерти деда летом 1730 года был направлен из Москвы на Украину для службы в Лубенском полку. Умер в чине бригадира.

## Семья
От брака с Храповицкой родились дочери
- Софья, замужем за генерал-майором князем П. С. Долгоруковым
- Елена, жена Матвея Артамонович Муравьёва, прародительница Муравьёвых-Апостолов,

а также сын Данило (1727 — после 1767) — последний генеральный хорунжий Войска Запорожского (с 08.03.1762 по 1767), бригадир, член Малороссийской коллегии (1767). Был женат на Марине Власьевне Будлянской (брак в 1761) — дочери бунчукового товарища, племяннице графов Алексея и Кирилла Разумовских.